# Agathis kinabaluensis
Agathis kinabaluensis är en barrträdart som beskrevs av De Laub. Agathis kinabaluensis ingår i släktet Agathis och familjen Araucariaceae. IUCN kategoriserar arten globalt som sårbar. Inga underarter finns listade i Catalogue of Life.